# Steinbruchsee Billings
Der Steinbruchsee Billings ist ein Stillgewässer in der Gemarkung von Fischbachtal im Landkreis Darmstadt-Dieburg in Hessen.

## Lage und Beschreibung
Der Steinbruchsee liegt auf der Südostseite des Fischbachtales gegenüber der Ringwallanlage Heuneburg auf der anderen Talseite und zwischen den Fischbachtaler Orten Billings (westlich) und Nonrod (östlich). Er liegt an der Westabdachung des 380,3 m ü. NHN m hohen Spitzestein, westlich der K72 (Rimdidimstraße), die hier eine Doppelkehre macht. 
Der heute vollständig von Waldflächen eingefasste See ist aus einem 1977 stillgelegten Steinbruch entstanden und hat einen annähernd dreieckigen Grundriss mit einem Umfang von etwa 425 Metern und einer Fläche von etwas über 1 ha, die Seiten sind ca. 120 m lang. Er liegt auf circa 260 m ü. NHN. In dem Steinbruch wurde Granit gebrochen.
An der Nordspitze gibt es eine Schutzhütte und einen Aussichtspunkt. Die West-, Süd und an Ostseite ist durch Steilwände des alten Steinbruches begrenzt.